# 丛林奇兵
《丛林奇兵》（英語：The Rundown）是一部於2003年上映的美国动作喜劇片，由彼得·柏格執導，巨石强森主演。美國於2003年9月26日上映。

## 剧情
貝克是一名賞金獵人，為了償還債務因而來到亞馬遜叢林替雇主尋找失聯已久的兒子華崔維。當貝克與同伴戴克林的飛機降落後，便馬不停蹄的驅車前往一處名為“黃金地獄城”的偏遠小鎮。兩人進城之後，赫然發現整座鎮區被一支叛軍所控制，且當地居民均淪為叛軍首領哈契爾的淘金奴隸，受盡各種不人道的奴役及剝削。
貝克在哈契爾的口中得知華崔維就在當地，於是開始四處打聽崔維的下落，最後在一處酒吧當中找到他，並邂逅了酒保瑪麗安娜。但崔維只想留在叢林尋找傳說中的純金神像，兩人因此拳腳相向。
但崔維並不是貝克的對手，三兩下就被貝克制服。在兩人要離開時，哈契爾與一幫手下擋住了他們的去路，並言明崔維是找到神像的關鍵，要求貝克留下崔維。但貝克並不同意，兩方爆發激烈的戰鬥。在槍戰中貝克擊敗了多名對手，並從危險的酒吧中帶著崔維逃走，哈契爾因此記恨於貝克。
兩人踏上了返回機場的路途，但不肯輕易就範的崔維一把將方向盤往右偏，導致吉普車衝下邊坡，貝克與崔維也一同摔進一個大水坑中。
僥倖逃脫的崔維又再次被貝克制服，兩人繼續漫長的逃亡旅程，卻在不小心誤觸隱藏在地面的陷阱，還碰上無數猴子的襲擊。一群荷槍實彈的不明人士出現驅逐了猴群，並把兩人帶回到根據地。崔維為報復貝克，胡亂翻譯貝克的話語導致這群武裝分子以拳腳向他圍攻。貝克在屈居劣勢的情況下逐一將他們擊潰，同時瑪麗安娜出現替他解圍，這才平息一場紛爭。
晚上一群人吃晚飯時，貝克才得知，原來瑪麗安娜是反抗軍的領袖，這群武裝分子都是旗下的成員。早間與貝克決鬥的成員馬尼也將他的項鍊送給他，認同他是偉大的戰士。說時遲那時快，一直在追殺的叛軍突然發起突襲，整座營地陷入了混亂。最後只有貝克、崔維及瑪麗安娜三人乘坐快艇逃脫，其餘的反抗軍均被殲滅。
翌日早上，三人在船上達成協議：由崔維帶頭尋寶，瑪麗安娜指引貝克如何離開叢林。他們翻山越嶺，終於在瀑布中的洞穴尋獲純金神像，並在洞穴崩塌前逃離。當晚，三人聚在一起宿營，瑪麗安娜為獨佔神像，以特殊水果快樂果迷暈貝克及崔維。在兩人無法動彈時，她答應會將獲利分紅寄給崔維，並指引一條離開叢林的路給貝克，便帶著神像獨自離去了。
隔天清晨，猴子們再度盯上了貝克及崔維，兩人經過一番的抱怨後猛然起身，趕走了猴群。兩人終於回到了機場，卻收到了瑪麗安娜被擒的消息。為奪回神像，他們決定重回小鎮，救出瑪麗安娜。
當哈契爾意氣風發的質問剛擒獲的瑪麗安娜時，他收到了貝克的警告訊息，便立刻下令封鎖全鎮。當叛軍部署好人力時，帶著蘇格蘭風琴的戴克林突然現身，隨即一大群牛隻衝進城鎮，將大部分叛軍撞死。貝克與崔維趁此機會也進入了城區，與叛軍進行決戰。
但叛軍的火力十分猛烈，兩人立刻屈居下風。崔維為躲避子彈而逃進了貨車裡，但油箱卻被打中而起火燃燒。聽到崔維的呼救，貝克挺身而出，舉起繳獲的霰彈槍與叛軍近距離交火，並逐一將敵人擊殺，同時解救了崔維。
隨即，哈契爾親上火線與貝克交鋒，卻被先前遭受剝削的居民們包圍。哈契爾憤怒的咒罵居民們，卻被眾人亂槍打死，至此才結束了一場戰鬥。
最後，崔維將神像讓給瑪麗安娜，貝克也與崔維成為好友，兩人離開叢林，回到故國。回到洛杉磯的他們故技重施，以快樂果迷暈雇主比利一群人，隨即揚長而去，過著與眾不同的生活。

## 演员
| 演员             | 角色                 | 备注                                           |
| 巨石强森         | 贝克                 | 赏金猎人                                       |
| 西恩·威廉·史考特 | 特拉维斯             | 斯坦福大学高材生，通英语和葡萄牙语，热衷于掘宝 |
| 克里斯多福·沃肯  | 康奈纽斯·伯纳德·哈奇 | 热带丛林殖民主，奴役印第安土著人               |
| 罗莎里奥·道森    | 玛丽·安娜            | 印第安土著人，通英语和葡萄牙语                 |
| 艾文·布莱纳      | 德克兰               |                                                |
| 琼·格瑞斯        | 哈维                 | 殖民主哈奇的手下得力干将                       |
| 阿诺·施瓦辛格    | 客串                 | 一个夜店的顾客                                 |

## 花絮
1995年，蜡果娱乐公司找人写出剧本之后，因为找不到合适的人选来出演，该片曾一度搁置，直到环球公司决定找巨石强森出任主角才开始拍摄。
环球公司曾把片名改为《欢迎来丛林》（Welcome to the Jungle），但是改名字已经是摇滚乐队“枪炮与玫瑰”的同名歌曲，为了防止侵权，他们把名字改了回去。
该片原本打算在亚马逊热带雨林拍摄，但是导演彼德·伯格、制作人凯文·密舍尔四人在亚马逊踩点时被当地土霸抢劫，于是打消了念头，转而在美国的夏威夷州瓦胡岛拍摄。
该片拍摄时，阿诺·施瓦辛格正在竞选州长，他曾客串夜店的一个顾客。
根据新浪电影资讯：“埃尔多拉多村是在洛杉矶北部圣加布里埃尔山脉的丘陵地带搭建而成，整个巨大的布峭景占地4英亩，由50处建筑组成，仅牲畜栏就可容纳数百只动物。制片方与美国鱼类和野生动物管理局等相关部门密切协作，考察了当地鸟类和鱼类的生存状况，并进行了细致入微的环境影响研究。”